# Scelolophia uniformata
Scelolophia uniformata är en fjärilsart som beskrevs av W. Warren 1900. Scelolophia uniformata ingår i släktet Scelolophia och familjen mätare. Inga underarter finns listade.